# Kristianopels distrikt
Kristianopels distrikt är ett distrikt i Karlskrona kommun och Blekinge län. 
Distriktet ligger nordost om Karlskrona. 

## Tidigare administrativ tillhörighet
Distriktet inrättades 2016 och utgörs av socknen Kristianopel i Karlskrona kommun.
Området motsvarar den omfattning Kristianopels församling hade vid årsskiftet 1999/2000.